# Alex Harley
Alexander "Alex" Harley (Glasgow, Escocia, Reino Unido, 20 de abril de 1936-Birmingham, Inglaterra, Reino Unido, 24 de junio de 1969) fue un futbolista escocés que jugaba como delantero.

## Clubes
| Club            | País              | Año       |
| --------------- | ----------------- | --------- |
| Maryhill        | Escocia           | ¿-1958    |
| Third Lanark    | Escocia           | 1958-1962 |
| Manchester City | Inglaterra        | 1962-1963 |
| Birmingham City | Inglaterra        | 1963-1964 |
| Dundee          | Escocia           | 1964-1965 |
| Portadown       | Irlanda del Norte | 1965-1966 |
| Cape Town City  | Sudáfrica         | 1966      |

## Palmarés

### Distinciones individuales
| Distinción                                  | Año  |
| ------------------------------------------- | ---- |
| Máximo goleador de la Scottish Division One | 1961 |
| Máximo goleador de las ligas europeas       | 1961 |